# Feinstruktur (Physik)
Feinstruktur bezeichnet in der Physik die Zusammensetzung einer Spektrallinie aus mehreren unterscheidbaren Linien oder eines Energieniveaus aus mehreren unterscheidbaren Energiewerten. Diese lassen sich bei geringer spektraler Auflösung oder in einer theoretischen Näherungsrechnung noch nicht unterscheiden, was die relativ späte Entdeckung der Feinstruktur gegen Ende des 19. Jahrhunderts erklärt.

## Beschreibung
Der Begriff Feinstruktur entstand gegen Ende des 19. Jahrhunderts in der optischen Spektroskopie, weil viele Linien der Linienspektren von Atomen sich mit zunehmender Messgenauigkeit als zusammengesetzt herausstellten (Feinstrukturaufspaltung).
Die Feinstruktur einer Spektrallinie wird dadurch erklärt, dass ihre Lage im Spektrum der Energiedifferenz zwischen zwei Energieniveaus entspricht, und dass viele Niveaus, die bei näherungsweiser Betrachtung einheitlich erscheinen, sich bei höherer Genauigkeit von Messung oder Modellbildung als Multiplett zeigen, d. h. als Gruppe mehrerer Niveaus mit eng benachbarten Energien.
Der Begriff wird vor allem in Bezug auf die Energieniveaus einzelner Elektronen in Atomen und Festkörpern verwendet, in analoger Weise aber auch in anderen Bereichen. In den Linienspektren der Atome beträgt die Feinstrukturaufspaltung im optischen Bereich etwa 1/1000 bis 1/100.000 der typischen Wellenlänge oder Übergangsenergie. Im Bereich der Röntgenstrahlen wächst sie bei den inneren Elektronen der Atome schwerer Elemente bis etwa 1/10 an.
Noch genauere Messungen an Atomen zeigen weitere, aber nochmals kleinere Aufspaltungen:
- Die 1924 entdeckte Hyperfeinstruktur wird von der Wechselwirkung zwischen den Elektronen und den Kernmomenten verursacht,
- die 1947 entdeckte Lamb-Verschiebung von der quantenelektrodynamischen Vakuumpolarisation.

## Physikalische Ursachen
Die Feinstruktur wird dadurch erklärt, dass die Energieniveaus, die bei Messung in geringer Auflösung korrekt nach dem Bohrschen Atommodell oder der nichtrelativistischen Quantenmechanik ohne Spin beschrieben werden, bei Berechnung nach der relativistisch korrekten quantenmechanischen Dirac-Gleichung verschoben und teilweise aufgespalten sind. Dies lässt sich größtenteils auf die nach der Relativitätstheorie veränderte Kinematik und auf die Spin-Bahn-Kopplung zurückführen, die durch den Elektronenspin und das damit verbundene anomale magnetische Moment verursacht wird.
Um diese Beiträge einzeln sichtbar zu machen, nähert man die Dirac-Gleichung durch eine Reihenentwicklung an und erhält damit Korrekturterme zum nicht-relativistischen Hamiltonoperator {\displaystyle H_{0}}.  Abgesehen von der konstanten Ruheenergie {\displaystyle m_{\mathrm {e} }c^{2}} des Elektrons lautet der Hamiltonoperator dann in erster Ordnung (bei Vernachlässigung der Beiträge höherer Ordnung):
{\displaystyle H=H_{0}+W_{\mathrm {M} }+W_{\mathrm {SB} }+W_{\mathrm {D} }}.
Die Korrekturterme sind im Einzelnen:
- {\displaystyle W_{\mathrm {M} }=-{\frac {{\vec {p}}^{\;4}}{8m_{\mathrm {e} }^{3}c^{2}}}} – die relativistische Korrektur der kinetischen Energie
- {\displaystyle W_{\mathrm {SB} }={\frac {1}{2m_{\mathrm {e} }^{2}c^{2}}}\,{\vec {s}}\cdot {\vec {\ell }}\ {\frac {1}{r}}{\frac {\mathrm {d} V}{\mathrm {d} r}}} – die Spin-Bahn-Kopplung
- {\displaystyle W_{\mathrm {D} }={\frac {\hbar ^{2}}{8m_{\mathrm {e} }^{2}c^{2}}}\Delta V} – der Darwin-Term als Korrektur der potentiellen Energie mit dem Laplace-Operator {\displaystyle \Delta }

Die Energieverschiebung {\displaystyle \Delta E}, die man als Feinstruktur bezeichnet, ist dann entsprechend
{\displaystyle \Delta E=E_{\mathrm {M} }+E_{\mathrm {SB} }+E_{\mathrm {D} }.}

## Wasserstoffatom

Feinstruktur-Aufspaltung als eine der Korrekturen der Energieniveaus des Wasserstoffatoms

Beim Wasserstoffatom und allgemein jedem Atom mit nur einem Elektron kann man relativistische Effekte, Spin-Bahn-Wechselwirkung und Darwin-Term zu einer Formel für die Korrektur der Energieniveaus zusammenfassen:
{\displaystyle \Delta E_{\mathrm {FS} }=E_{n}\left[{\frac {Z^{2}\alpha ^{2}}{n}}\left({\frac {1}{j+{\frac {1}{2}}}}-{\frac {3}{4n}}\right)\right]}
mit
- der Energie {\displaystyle E_{n}=-E_{R}{\frac {Z^{2}}{n^{2}}}} der Niveaus im Wasserstoffatom ohne Feinstruktur
  - der Rydberg-Energie {\displaystyle E_{R}\approx 13{,}6\,{\text{eV}}}
  - der Kernladungszahl {\displaystyle Z}
  - der Hauptquantenzahl {\displaystyle n}
- der Feinstrukturkonstante {\displaystyle \alpha }
- dem Gesamtdrehimpuls {\displaystyle j}.

Diese Formel verursacht für jedes mögliche {\displaystyle n} und {\displaystyle j} eine Absenkung der Energie. Sie stimmt mit der Sommerfeldschen Feinstrukturformel überein, die schon Jahre vor der Entdeckung des Spin und der Dirac-Formel im Rahmen der halbklassischen Vorstellungen des Bohr-Sommerfeldschen Atommodells entwickelt worden war.